# Irene de Jong
Irene J.F. de Jong (Leiden, 1957) is een Nederlands classica en hoogleraar Klassiek Griekse taal- en letterkunde aan de Universiteit van Amsterdam. Ze past concepten uit de narratologie toe op de Oudgriekse literatuur.

## Carrière
Irene de Jong werd in 1957 in Leiden geboren. Ze studeerde van 1978 tot 1982 aan de Universiteit van Amsterdam en doceerde in 1982-1983 klassieke talen aan het Stedelijk Gymnasium in Utrecht. In 1984 werkte ze als research fellow bij de Thesaurus Linguae Graecae in Hamburg aan het Lexikon des frühgriechischen Epos. Ze schreef haar proefschrift, Narrators and focalizers: the presentation of the story in the Iliad' aan de Universiteit van Amsterdam met een subsidie van de Nederlandse Organisatie voor Wetenschappelijk Onderzoek (NWO) van 1985 tot 1987. Daarna bleef ze aan de Universiteit van Amsterdam werken, eerst als postdoc en later als research fellow.
Sinds 2002 bekleedt zij de leerstoel Klassiek Griekse taal- en letterkunde aan de Universiteit van Amsterdam.
De Jong is sinds 2007 lid van de Academia Europaea. In 2015 werd De Jong ook geselecteerd als lid van de Koninklijke Nederlandse Academie van Wetenschappen. In 2019 werd ze verkozen tot buitenlands lid van de afdeling Geesteswetenschappen en Sociale Wetenschappen van de Noorse Academie voor Wetenschappen en Letteren.

## Publicaties (selectie)
- Narrators and focalizers: the presentation of the story in the Iliad. Amsterdam 1987. Nachdruck Duckworth 2004
- Narrative in drama: the art of the Euripidean messenger-speech. Leiden 1991 (Mnemosyne Supplement 116)[9]
- met J. P. Sullivan: Modern critical theory and classical literature. Leiden 1994 (Mnemosyne Supplement 130)
- A Narratological Commentary on the Odyssey. Cambridge 2001[10]
- Studies in ancient Greek narrative. Vol. 1: Narrators, narratees, and narratives in ancient Greek literature. Leiden 2004 (Mnemosyne Supplement 257)[11]
- met Albert Rijksbaron: Sophocles and the Greek language: aspects of diction, syntax and pragmatics. Leiden 2006 (Mnemosyne Supplement 269)
- Studies in ancient Greek narrative. Vol. 2: Time in ancient Greek literature. Leiden 2007 (Mnemosyne Supplement 291)
- Studies in ancient Greek narrative. Vol. 3: Space in ancient Greek literature. Leiden 2012 (Mnemosyne Supplement 39)
- Homer Iliad Book XXII. Cambridge 2012
- Narratology and Classics: a Practical Guide (Oxford 2014), translated into Italian as I classici e la narratologia. Guida alla lettura degli autori greci e latini (Roma, 2017).